# Leonardo Zaragoza
Leonardo Zaragoza (Buenos Aires, Argentina, 31 de enero de 1992) es un futbolista argentino. Juega como lateral derecho y su primer equipo fue Huracán. Actualmente se desempeña en el club Estudiantes de la Primera B Nacional.

## Trayectoria
Surgido de las inferiores de Huracán, fue incluido por primera vez en el plantel de primera en la temporada 2012/13. En dicho club integró el plantel campeón de la Copa Argentina 2013/14 y también de la Supercopa Argentina 2014, aunque no diputó ningún encuentro. Por su parte, consiguió el ascenso con el Globo a la Primera División durante la temporada 2014 de la Primera B Nacional. 
Al no tener continuidad, a mediados del año 2015 fue transferido a Estudiantes de Buenos Aires en busca de más regularidad. A mediados de 2016 cesó su vínculo con la entidad de Caseros.

## Clubes
| Club             | País      | Año           | PJ | Goles |
| ---------------- | --------- | ------------- | -- | ----- |
| Huracán          | Argentina | 2012 - 2015   | 16 | 0     |
| Estudiantes      | Argentina | 2015 - 2016   | 33 | 0     |
| Brown de Adrogué | Argentina | 2016 - 2019   | 60 | 0     |
| Estudiantes      | Argentina | 2020          | 6  | 0     |
| Temperley        | Argentina | 2021          | 9  | 0     |
| Brown de Adrogué | Argentina | 2022-presente | 10 | 0     |

## Palmarés

### Campeonatos nacionales
| Título              | Club    | País      | Año     |
| ------------------- | ------- | --------- | ------- |
| Copa Argentina      | Huracán | Argentina | 2013/14 |
| Supercopa Argentina | Huracán | Argentina | 2014    |

### Otros logros
| Título                     | Club    | País      | Año  |
| -------------------------- | ------- | --------- | ---- |
| Ascenso a Primera División | Huracán | Argentina | 2014 |